# Linum cratericola
Linum cratericola là một loài thực vật có hoa trong họ Linaceae. Loài này được Eliasson mô tả khoa học đầu tiên năm 1968.